# 狭山パーキングエリア

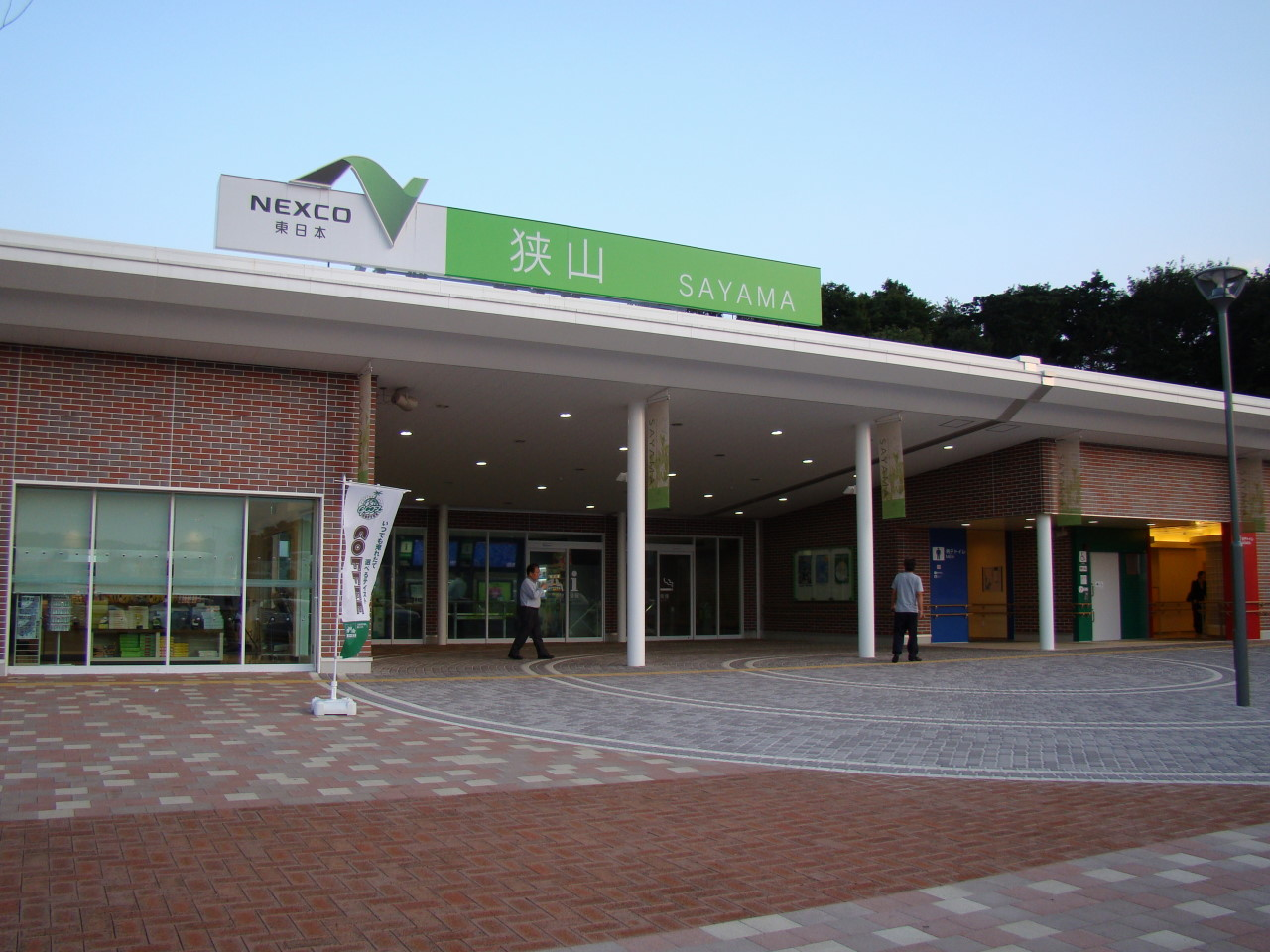
内回り側施設（2008年10月）

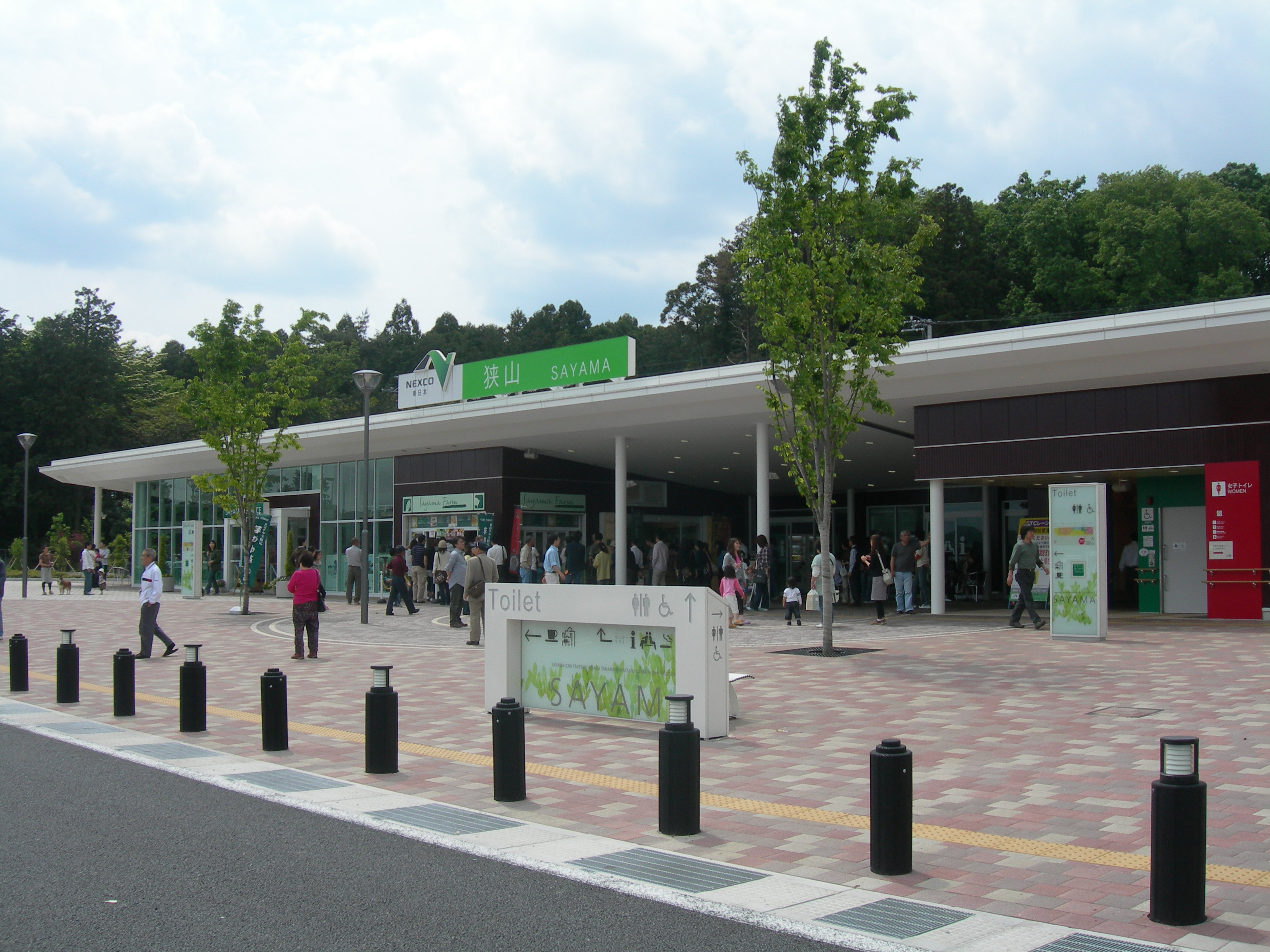
外回り側施設（2009年5月）

狭山パーキングエリア（さやまパーキングエリア）は、埼玉県狭山市笹井にある、首都圏中央連絡自動車道（圏央道）のパーキングエリア。2008年（平成20年）7月18日にオープンした、圏央道初のパーキングエリア。

## 施設

### 内回り（八王子・海老名方面）
- 管理：ネクスコ東日本エリアトラクト[2]
- 運営：スリーエフ[3]
- 駐車場[3]
  - 大型：55台
  - 小型：70台
  - 身障者用
    - 小型：2台
- トイレ[3]
  - 男性：大8(和式1・洋式7)・小12
    - オストメイト対応設備が設置されている[4]。

  - 女性：34(和式3・洋式31)
    - オストメイト対応設備が設置されている[4]。
    - 男児用小便器：1
    - 子供トイレ(洋式)：1

  - 身障者用：1
- 「Gooz Express（グーツエクスプレス）」（7:00 - 21:00）[3]
  - スリーエフがプロデュースした店舗である[1]。ポプラのPOSシステムを利用しているため、Suica・ICOCA・PASMOの電子マネーが利用可能となっている。
- 給電スタンド（24時間）[3]
- E-NEXCO Wi-Fi SPOT[3]
- パウダーコーナー[3]
- 喫煙所[3]
- 自動体外式除細動器（AED）[3]
- 自動販売機
- ハイウェイ情報ターミナル[3]
- ETC履歴プリンタ（7:00 - 21:00）[3]
- ハイウェイスタンプ（24時間）[3]

### 外回り（鶴ヶ島・久喜白岡方面）
- 管理：ネクスコ東日本エリアトラクト[2]
- 運営：ネクスコ東日本リテイル[5]
- 駐車場[5]
  - 大型：65台
  - 小型：59台
  - 身障者用
    - 小型：2台
- トイレ[5]
  - 男性：大8(和式1・洋式7)・小12
    - オストメイト対応設備が設置されている[4]。

  - 女性：34(和式3・洋式31)
    - オストメイト対応設備が設置されている[4]。
    - 男児用小便器：2
    - 子供トイレ(洋式)：1

  - 身障者用：1
- 「SAYAMA TERRACE（サヤマテラス）」（7:00 - 21:00）[5]
  - 開店時はNEXCO東日本直営店1号店であった[1]。
- ショッピングコーナー（7:00 - 21:00）[5]
- 給電スタンド（24時間）[5]
- E-NEXCO Wi-Fi SPOT[5]
- 自動販売機
- パウダーコーナー[5]
- 喫煙所[5]
- 自動体外式除細動器（AED）[5]
- ハイウェイ情報ターミナル[5]
- ETC履歴プリンタ（7:00 - 21:00）[5]
- ハイウェイスタンプ（24時間）[5]

## 隣
C4 首都圏中央連絡自動車道
(45)入間IC - 狭山PA - (46)狭山日高IC